# Kumrán

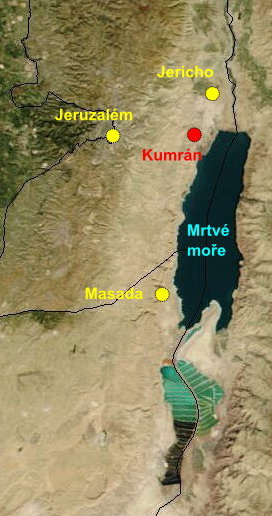
Umístění Kumránu

Kumrán (někdy Qumran, Chirbet Kumrán – „Zřícenina Kumrán“) je archeologické naleziště na suché planině u severozápadního břehu Mrtvého moře ve Státě Palestina na Západním břehu Jordánu. V lokalitě se nachází jednak trosky sídliště esejců a v jeho okolí pak také jeskyně, v nichž byla nalezena hlavní část tzv. svitků od Mrtvého moře.

## Dějiny osídlení

### Předesejské osídlení
Kumrán byl poprvé osídlen již na konci 4. tisíciletí př. n. l., znovu však až v 9. stol. př. n. l., kdy zde stála pevnost. Pevnost pak byla obnovena v 7. stol. př. n. l., aby bránila judské vnitrozemí před nájezdy Idumejců od Mrtvého moře. Pevnost však byla zkraje 6. stol. př. n. l. zničena Babyloňany při jejich tažení proti Jeruzalému.

### Esejské osídlení
V polovině 2. stol. př. n. l. na Kumrán přišli esejci, kteří na tomto místě chtěli dodržovat v čistotě příkazy Tóry – Chrám v Jeruzalémě byl totiž podle nich znesvěcen saducejskou bohoslužbou a bojem o moc. Esejci obnovili cisterny a vyhloubili žlab, který do nich přiváděl vodu v období jarních dešťů. Kromě zásobovacích nádrží zde bylo nalezeno několik židovských rituálních koupelí. Na základech zříceniny pevnosti postavili dvoupatrovou budovu, v jejímž prvním patře bylo skriptorium, a věž.
Roku 31 př. n. l. však sídliště postihlo zemětřesení, které je dosti poškodilo, a esejci sídliště opustili. Vrátili se až mezi lety 4. př. n. l. - 6. n. l. a budovy opravili. Když však začala první židovská válka a Římané táhli na Jeruzalém, bylo sídliště roku 68 zničeno a do roku 73 zde sídlila římská posádka. Krátce byl Kumrán obýván ještě za povstání Bar Kochby.

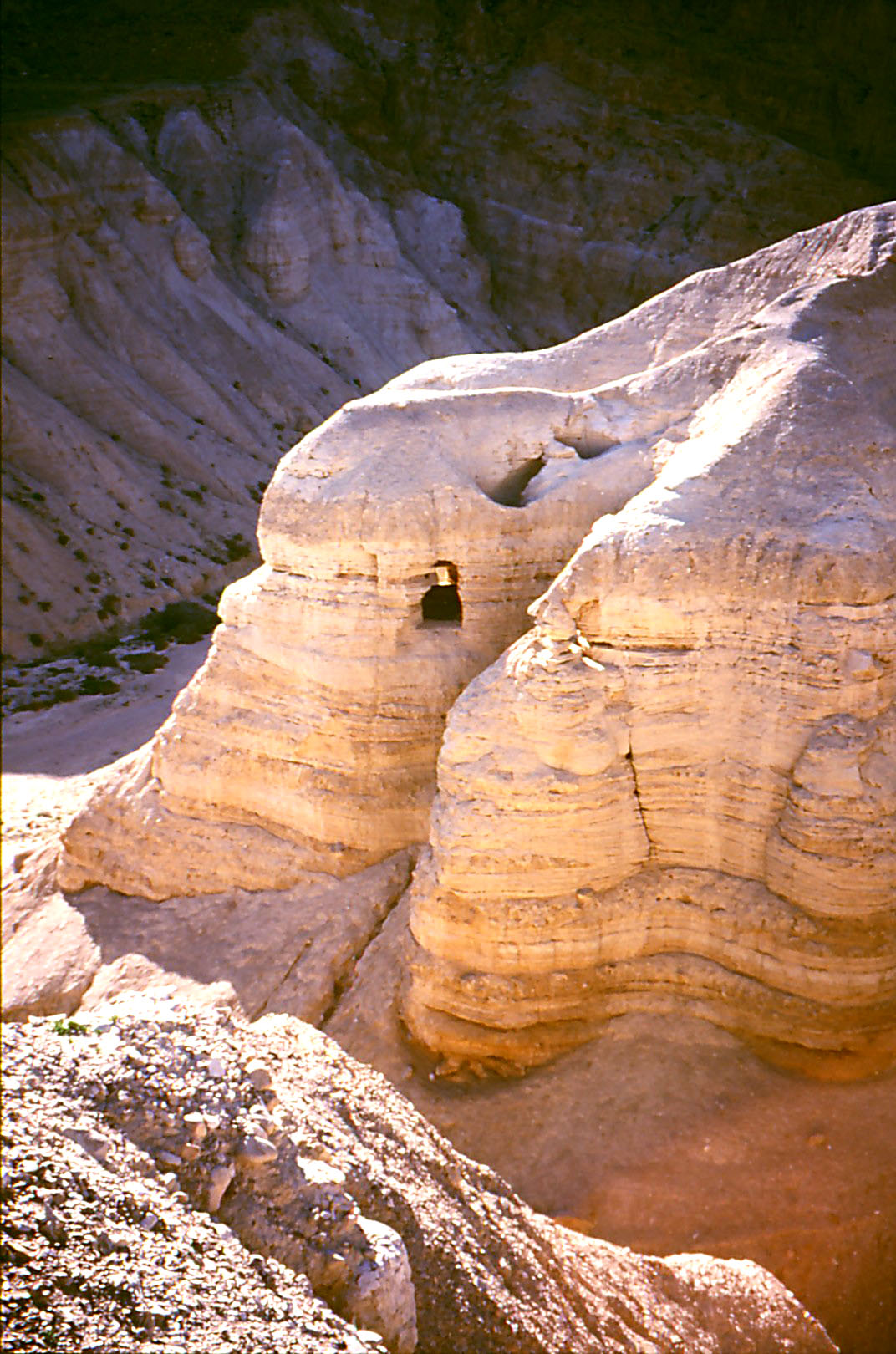
Kumránské jeskyně

## Vykopávky a identifikace
Poté, co beduíni roku 1946 nalezli jeskyně se svitky od Mrtvého moře, a poté, co se až po nějaké době dostaly do rukou vědců, začaly v oblasti rozsáhlé vykopávky. Angažovala se zejména École Biblique, kterou vedl Roland de Vaux OP. Postupně byly objevovány další jeskyně – 230 jeskyní neobsahovalo nic, ve 40 jeskyních byly nalezeny střepy a další drobné předměty a celkem 11 jeskyní obsahovalo svitky (tyto jeskyně se označují 1Q-11Q). Některé jeskyně byly dokonce hloubeny lidmi.
Již záhy byl Kumrán identifikován jako esejské sídliště. Takové sídliště u Mrtvého moře znal už Plinius starší, který mluví o skupině „bez žen a veškeré sexuální lásky, bez peněz, jen ve společnosti palem.“, nebo Josephus Flavius.
Objevily se však i jiné teorie – Kumrán byl prý zimním sídlem a jeho obyvatelé vůbec nic o svitcích nevěděli. Další teorie tvrdila, že se v jeskyních nenachází esejské svitky, ale chrámová knihovna, která zde byla ukryta před Římany během první židovské války. Zastánci této teorie však již nedokáží objasnit, k čemu pak obyvatelům sídliště sloužily kalamáře, které byly v sídlišti nalezeny. Bylo navíc dokázáno, že inkoust v kalamářích je totožný s inkoustem na některých svitcích. Navíc je nesmysl, aby byly zachraňovány zrovna texty, které hnutí saduceů a chrámovou bohoslužbu značně problematizovaly. Také džbány nalezené v jeskyních byly vyrobeny v kumránském sídlišti.
Teze, že Kumrán obývali esejci a že to byli esejci, kdo do jeskyní svitky umisťovali, bývá vědci obecně přijímána, přesto se však dodnes objevují teorie, které tuto tezi vyvracejí. Za takovými teoriemi však většinou stojí náboženské předporozumění či touha po sebezviditelnění.

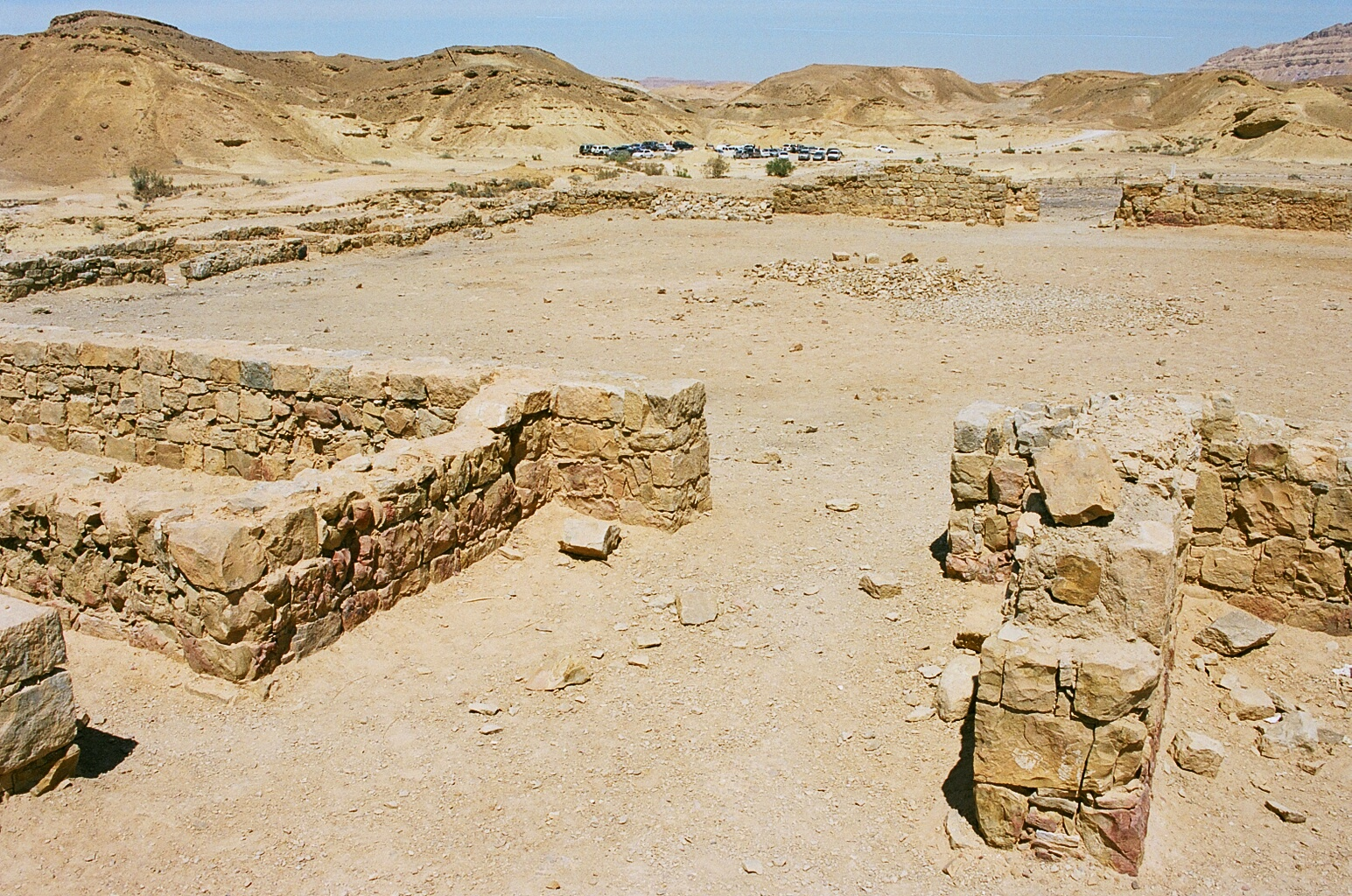
Trosky sídliště v Kumránu

Frank M. Cross, který dlouhé roky tyto teorie vyvrací, nakonec s hořkým úsměvem konstatuje: „[Zastánci takových teorií] musí vážně tvrdit, že dvě význačná uskupení tvořila komunistická náboženská společenství ve stejné oblasti pouště u Mrtvého moře a žila fakticky spolu po dvě staletí, zastávala podobné bizarní názory, prováděla podobné nebo téměř identické … ceremonie. Musí tvrdit, že jedno, důkladně popsané klasickými autory, zmizelo, aniž by zanechalo pozůstatky staveb… Druhé, systematicky ignorované klasickými autory, zanechalo rozsáhlé zříceniny a opravdu velkou knihovnu.“

## Význam kumránských nálezů
Kumránské naleziště je významné zejména kvůli nálezu svitků, které mají obrovský význam zejména pro biblickou kritiku (zejména textovou), neboť napomáhají poznání jazyka, slovní zásoby, stylu či frází. Zároveň také obsahují nemálo variant biblického textu (většina gramatického a pravopisného rázu), které pomáhají osvětlovat některá místa v Bibli.
Kumrán má samozřejmě velký význam pro poznání podoby judaismu v období druhého Chrámu, tedy mj. doby, ve které vznikalo křesťanství.